# Demi-mondaine

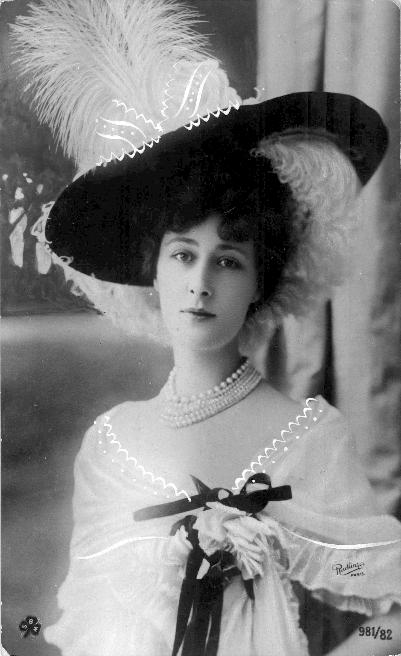
Liane de Pougy, célèbre demi-mondaine, vers 1891-1892.

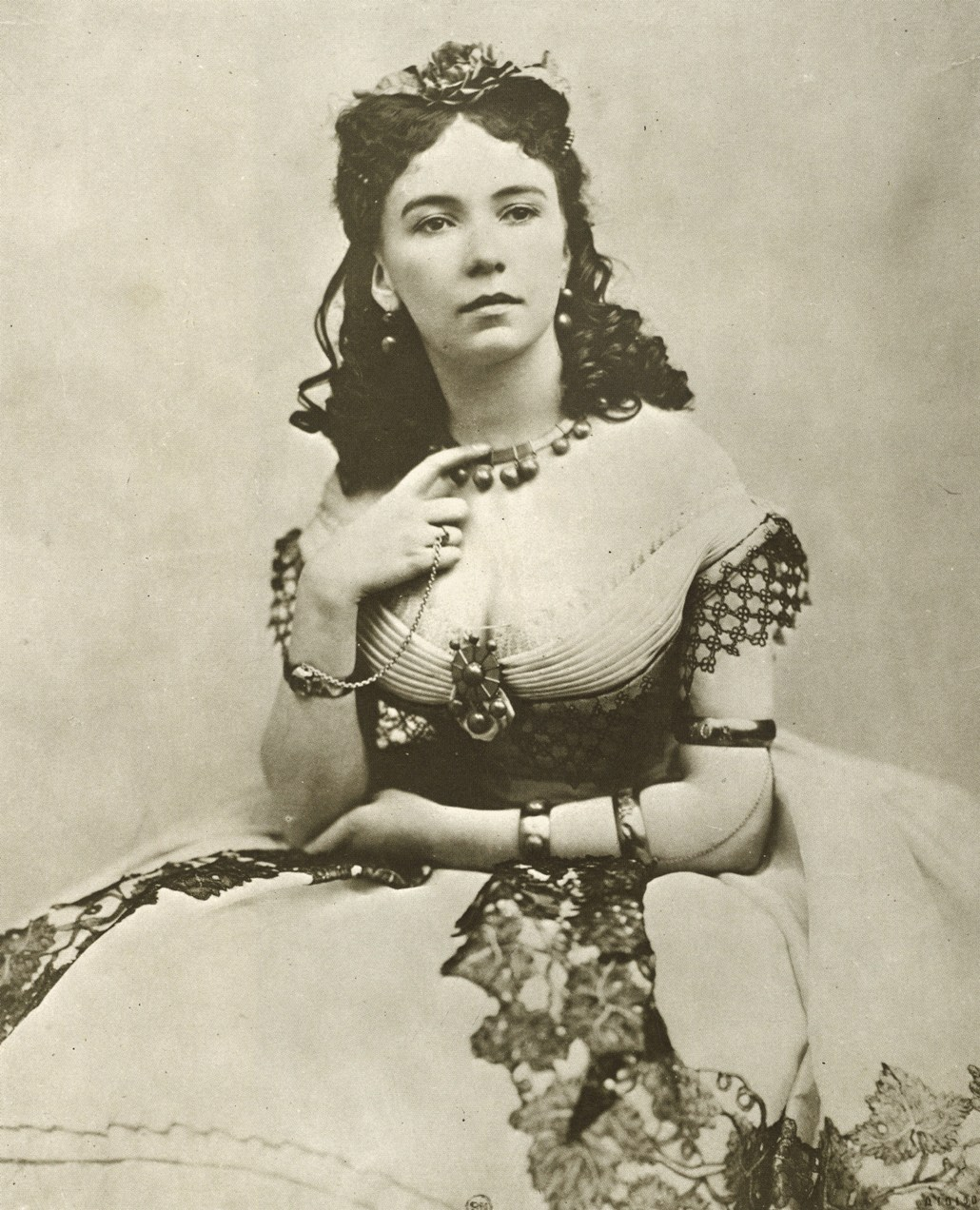
Photographie d'Emma Élizabeth Crouch dite « Cora Pearl » vers 1860, courtisane d'origine britannique. L'une des « Grandes horizontales » les plus célèbres.

En France, au XIXe siècle, la demi-mondaine est une femme dont le statut oscille entre la prostituée de luxe et la maîtresse entretenue par de riches Parisiens. Ce groupe social, jusque-là invisible, se manifeste bruyamment dans la presse, le théâtre, les réunions publiques et finalement dans toute la société parisienne à partir du Second Empire pour atteindre son apogée vers 1900 et disparaître pendant la Première Guerre mondiale. Ces « cocottes » de basse ou haute condition sont appelées aussi « Grandes horizontales ».

## Histoire
« Ces messieurs étaient assez fortunés pour subvenir aux besoins d’une femme au foyer et d’une autre pour la galerie. En additionnant leur moitié avec une demie, ils réinventaient la bigamie. »

### Origine du mot
Le mot « demi-mondaine » est un terme issu du Demi-monde, une comédie qu’Alexandre Dumas fils publie en 1855. Le demi-monde est un monde nébuleux qui renvoie une image déformée du « grand monde ».
Le demi-monde est semblable à son aîné, à ceci près qu'il est composé d’individus plus ambivalents socialement : des hommes joueurs, « viveurs » (surnommés « les Grecs ») et des femmes sans mari, grandes dames déchues, petites bourgeoises, femmes entretenues, « dames de petite vertu », anciennes prostituées, danseuses, chanteuses ou comédiennes. [réf. souhaitée].

### Description
Les demi-mondaines sont des femmes entretenues par des hommes riches, souvent des Parisiens, qui sont assez fortunés pour subvenir aux besoins d’une femme au foyer et d’une demi-mondaine. Elles vivent dans des appartements meublés pour les plus modestes, et dans des hôtels particuliers pour les plus influentes. Leur clientèle est composée de grands bourgeois, de riches industriels, de banquiers, de riches provinciaux et même, pour les plus en vogue, d’aristocrates français ou étrangers[réf. souhaitée].
Les demi-mondaines ont souvent plusieurs domestiques et mènent une vie oisive au milieu du luxe le plus ostentatoire. Elles passent énormément de temps à leur toilette et ne sortent que l’après-midi vers seize heures pour aller parader au Bois, assister aux courses de chevaux, aller au théâtre, au restaurant ou chez leurs amies. Elles reçoivent aussi chez elles ; c’est l’occasion de séduire de futurs clients, de faire l’étalage de leurs richesses et, pour les novices, de se faire connaître auprès du « Tout-Paris ». Les demi-mondaines ont un amant officiel et plusieurs amants secondaires. Elles peuvent recevoir jusqu’à plusieurs centaines de milliers de francs par mois, qu'elles dépensent en toilettes, parures, chevaux et voitures[réf. souhaitée].
Comme à Venise au XVIIIe siècle, la prostitution a pris une ampleur phénoménale à Paris. Mais ce ne sont pas les pensionnaires des maisons closes et les racoleuses du quartier de Notre-Dame-de-Lorette, duquel elles tirent leur surnom de lorette, qui symbolisent le demi-monde. C'est un peuple de femmes nées avec Nana, souvent comédiennes de second plan, déjà courtisanes et femmes entretenues[réf. souhaitée].

### Artistes et demi-monde
Le demi-monde et son peuple ont inspiré les artistes, qu'il s'agisse de romanciers comme Zola, de poètes comme Baudelaire ou de peintres comme Millet. Proust dépeint par exemple Odette de Crécy, une demi-mondaine qui va devenir une grande bourgeoise (Mme Swann), puis une femme du « monde » (Mme de Forcheville). Toujours chez Proust, l'ancienne prostituée, que le narrateur surnomme « Rachel-quand-du-Seigneur », dont l'ascension sociale est décrite dans son cheminement vers une ascension sociale qui passe par son amant Saint-Loup et par son travail d'actrice.
Colette a dédié une grande partie de son oeuvre[évasif] à célébrer le demi-monde et ses soubresauts psychologiques.

## Demi-mondaines célèbres

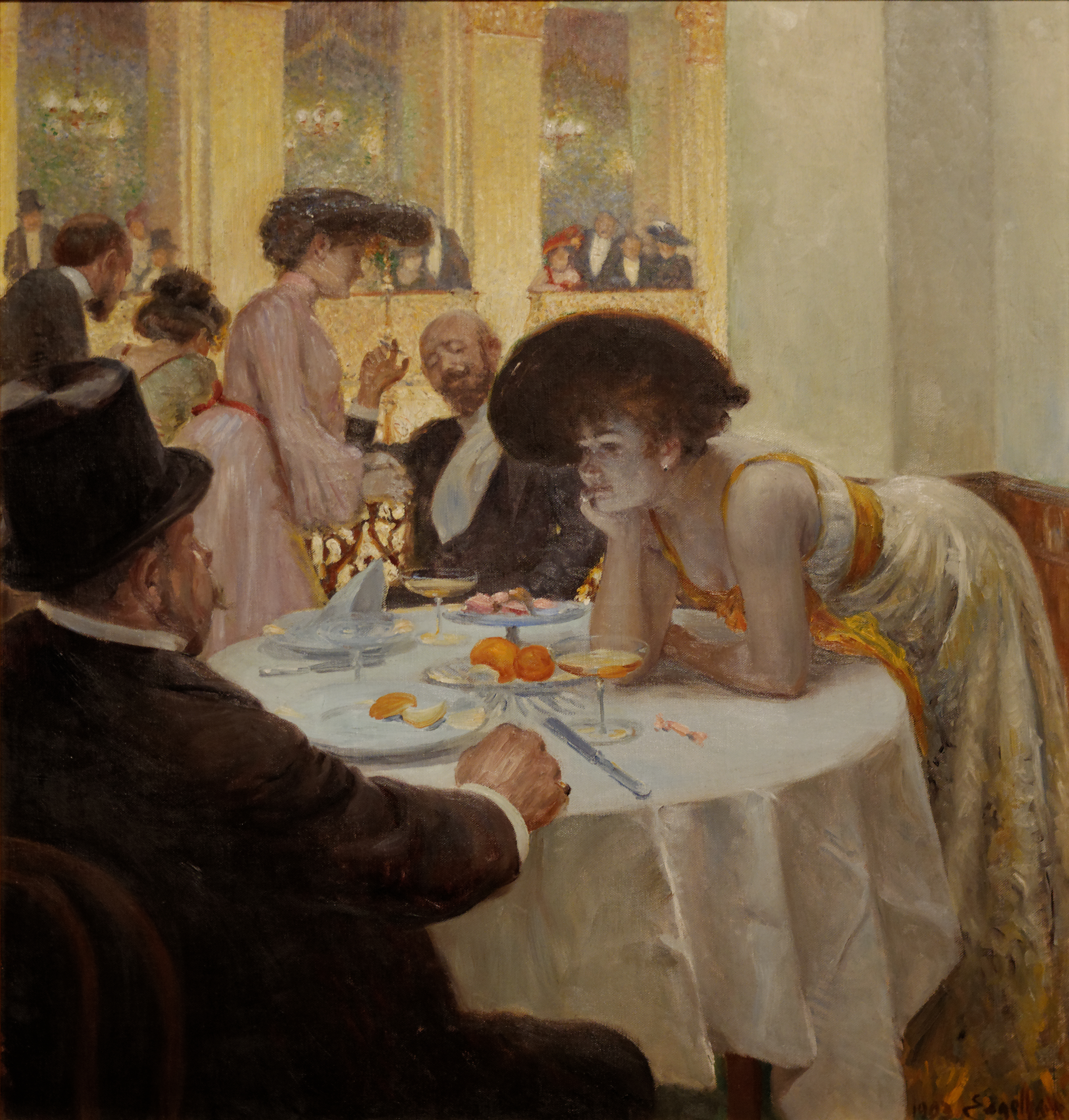
Loge dans la Sofiensaal de Josef Engelhart, 1903.

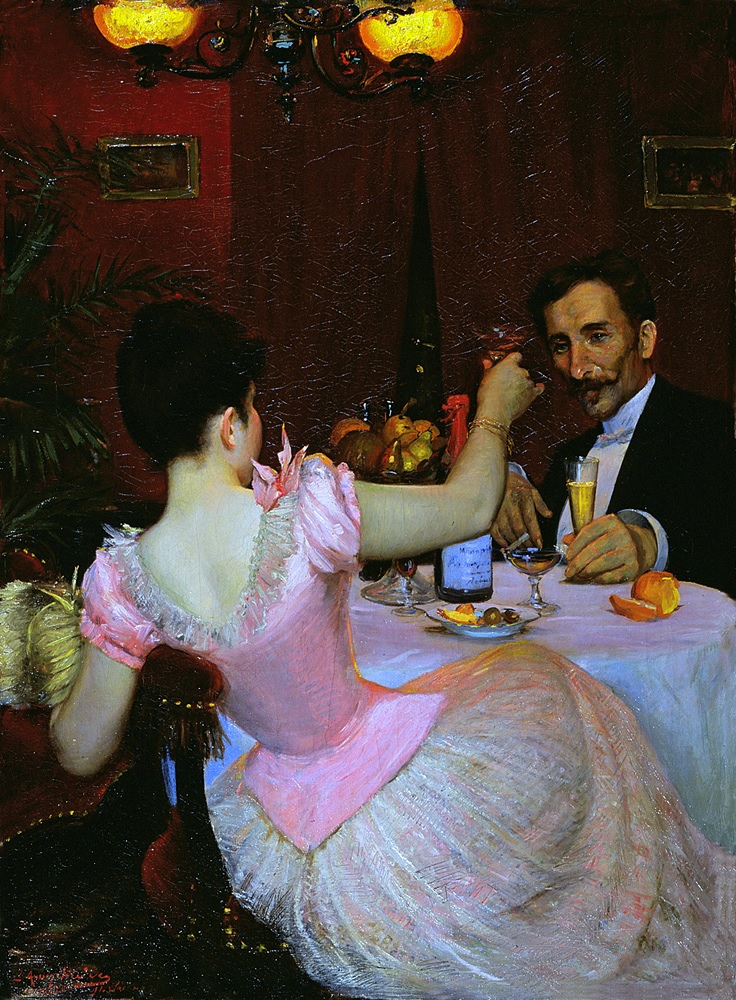
À la table basse de Zygmunt Andrychiewicz, 1891.

Le nom de certaines d’entre elles est encore connu aujourd'hui : Blanche d'Antigny, Anna Deslions, la Russe Mme de Païva ou encore Jeanne Duval, mais surtout Caroline Otero, Cléo de Mérode, Mata-Hari ou Sarah Bernhardt, qui débuta ainsi. Elles adoptent souvent des pseudonymes d'apparence noble, la particule étant alors très prisée, même si ce n'est pas systématique.
Demi-mondaine parisienne d'origine anglaise, Cora Pearl, Emma Crouch de son vrai nom, a écrit ses mémoires. Elle a été la maîtresse du prince Napoléon, cousin de l'empereur Napoléon III.
Une autre demi-mondaine célèbre, Laure Hayman, était la descendante du peintre Francis Hayman, le maître de Thomas Gainsborough. Elle compta parmi ses amants le duc d'Orléans, Charles de La Rochefoucauld, duc d'Estrées, Louis Weil (grand-oncle maternel de Marcel Proust), le roi de Grèce, l'écrivain et académicien français Paul Bourget et Alexis Karageorgevitch (en), prétendant au trône de Serbie, dont elle tomba amoureuse. Elle vivait des libéralités du financier Raphaël Bischoffsheim. Elle était surnommée la « déniaiseuse des ducs ».
- La Païva (1819-1884)
- Marie Duplessis (1824-1847)
- Cora Pearl (1836-1886)
- Blanche D'Antigny (1840-1874)
- Athalie Manvoy (1843-1887)
- Valtesse de La Bigne (1848-1910)
- Méry Laurent (1849-1900)
- Laure Hayman (1851-1939)
- Berthe de Courrière (1852-1916)
- Eugénie Fougère (1861-1903)
- Marthe de Florian (1864-1939)
- Suzanne Derval (1865-?)
- Blanche de Marcigny [1865-1944)
- Caroline Otero dite La Belle Otero » (1868-1965)
- Liane de Pougy (1869-1950)
- Marguerite Steinheil (1869-1954)
- Clémence de Pibrac (1869-1938)
- Émilienne d'Alençon (1870-1945)
- Lise Fleuron (1874-1960)
- Hélène Chauvin (?-1924)
- Grietje Zelle, dite Mata Hari (1876-1917)
- Liane de Lancy (1876-?)
- Suzanne de Behr (1880-1939)
- Marguerite Alibert, dite « Maggie Meller » (1890-1971)

## Expressions similaires
- « Grandes horizontales » était une expression employée en France durant le XIXe siècle et le début du XXe siècle. On désignait ainsi les amantes de riches Parisiens, qui vivaient de leur statut de courtisanes dans le luxe. Ce rôle de courtisane est un moyen de promotion sociale pour ces femmes qui sont souvent d'extraction modeste. Le but qu'elles poursuivent toutes est de faire oublier leurs origines en s'attribuant une nouvelle généalogie et un nom ronflant[9]. Elles connaissent de meilleures conditions que les prostituées de luxe en effet, car elle vivent des fonds de leurs protecteurs. Certaines d'entre elles feront d'ailleurs l'acquisition d'hôtels particuliers et de biens matériels de grande valeur[10]. La locution disparaît progressivement après la Première Guerre mondiale, à la suite de plusieurs scandales, comme par exemple l'affaire d'espionnage impliquant la courtisane Mata Hari[11].
- « Nana », nom féminin tiré du roman éponyme Nana d'Émile Zola. Aujourd'hui l'expression désigne moins la courtisane que la femme ou la petite-amie. Terme très familier, il peut parfois avoir un aspect péjoratif[12].
- « Demi-mondaine » est un nom féminin, référence au Demi-monde pièce de théâtre d'Alexandre Dumas fils. L'expression n'est plus utilisée au XXIe siècle mais, durant la Belle époque, ce terme était utilisé avec mépris par la bourgeoisie envers ces femmes ne faisant pas encore partie, pour elle, du « grand monde ».
- « Cocotte » est un nom féminin désignant au XIXe siècle et encore de nos jours une femme aux mœurs légères ou une prostituée. Ce terme est parfois utilisé comme surnom affectueux dans l'entourage proche ou au sein d'un couple[12].
- « Lorette », expression désuète désignant une personne à la limite entre la courtisane et la vendeuse de charme, l'étymologie du nom faisant directement référence au quartier de Notre-Dame-de-Lorette dans le 9e arrondissement de Paris, connu sous la monarchie de Juillet pour être un lieu de racolage.

## Dans la culture

### Littérature
- Alexandre Dumas fils, Le Demi-Monde et La Dame aux camélias
- Émile Zola, Nana[13]
- Honoré de Balzac, Illusions perdues (Coralie)[14]
- Colette, Gigi (Mamita, grand-mère de Gigi), Chéri et la Fin de Chéri (Léa de Lonval)
- Roy Lewis, M. Gladstone et la demi-mondaine
- Guy de Maupassant, Bel-Ami[15]
- Paul-Jean Toulet, Mon Amie Nane
- Marcel Proust, Du côté de chez Swann (Odette de Crécy)[7]

### Cinéma
- La Léopolda dans Ah ! les belles bacchantes, un film de Jean Loubignac en 1954
- La Courtisane, un film de Marshall Herskovitz de 1998
- Gigi et  Chéri ont fait l'objet de nombreuses adaptations théâtrales, télévisuelles et cinématographiques.

#### Ouvrages
- Lola Gonzalez-Quijano, Capitale de l’amour. Filles et lieux de plaisirs à Paris au XIXe siècle, Paris, Vendémiaire, 2015, 250 p. (ISBN 978-2-36358-167-9)
- Gabrielle Houbre éd, Le Livre des courtisanes. Archives secrètes de la Police des mœurs, Paris, Tallandier, 2006.
- Joanna Richardson, Le Demi-Monde au XIXe siècle, Paris, éditions Stock, 1968, 271 p. (ASIN B0014PZAJG).
- Catherine Guigon, Les Cocottes : Reines du Paris 1900, Paris, Parigramme, 2016, 185 p. (ISBN 978-2-84096-998-3, présentation en ligne).
- (en) Virginia Rounding, Grandes Horizontales : The Lives and Legends of Four Nineteenth-Century Courtesans, Bloomsbury USA, 2003, 352 p. (ISBN 1582342601)

#### Articles
- Paris Match, « Les courtisanes au musée d'Orsay - Quand Paris prenait l'Europe dans ses draps », sur parismatch.com (consulté le 14 décembre 2020).
- Stéphane Tralongo, « Du côté de Cythère. Le “demi-monde” des actrices de Marcel Proust », Revue d'études proustiennes, vol. Proust au temps du cinématographe : un écrivain face aux médias, no 4,‎ 2016, p. 155-178 (lire en ligne, consulté le 8 décembre 2020).
- (en) Lola Gonzalez-Quijano, « Amours, scandales et célébrité : les grandes courtisanes de la fête impériale et de la Belle Époque (1851-1914) », Missile,‎ septembre 2013 (lire en ligne, consulté le 15 avril 2021).
- Lola González Quijano, « Performer un mauvais genre : la demi-mondaine au XIXe siècle », Criminocorpus,‎ 3 avril 2017 (lire en ligne).
- Le Parisien, « Sacrées cocottes ! », sur Le Parisien, 19 août 2014.